# سفارة جنوب إفريقيا في بولندا
سفارة جنوب أفريقيا في بولندا هي أرفع تمثيل دبلوماسي لدولة جنوب أفريقيا لدى بولندا. تقع السفارة في وهي تهدف لتعزيز المصالح الجنوب أفريقية في بولندا.

## وصلات خارجية
- الموقع الرسمي
- قائمة سفارات جنوب أفريقيا
- قائمة السفارات في بولندا